# Albrecht Peters
Albrecht Peters (* 31. März 1924 in Hamburg; † 26. Oktober 1987 in Heidelberg) war ein deutscher lutherischer Theologe und Hochschullehrer.

## Leben
Peters studierte ab 1944 Germanistik, Philosophie und Theologie in Freiburg im Breisgau, Hamburg und Heidelberg. Von 1952 bis 1956 arbeitete er als Vikar und Pastor in Hamburg, u. a. in der eigenständigen Bekenntniskirche St. Anschar zu Hamburg, und war ab 1956 als Assistent und Dozent an der Universität Heidelberg tätig. Er promovierte 1957 und habilitierte sich 1959. Er war von 1965 bis 1987 Professor für Systematische Theologie an der Universität Heidelberg.
Sein Forschungsschwerpunkt war die Theologie Martin Luthers. Stark engagiert war er in der Michaelsbruderschaft.

## Auszeichnungen
- 1996: Hermann-Sasse-Preis (posthum)

## Veröffentlichungen
- Kommentar zu Luthers Katechismen. Fünf Bände, hrsg. v. Gottfried Seebaß. Göttingen : Vandenhoeck und Ruprecht 1990–1994
- Rechenschaft des Glaubens. Aufsätze, hrsg. v. Reinhard Slenczka & Rudolf Keller. Göttingen : Vandenhoeck und Ruprecht 1984
- Rechtfertigung (Handbuch systematischer Theologie 12). Gütersloh : Gütersloher Verlagshaus Mohn, 1984; 2. Auflage 1990
- Gesetz und Evangelium (Handbuch systematischer Theologie 2). Gütersloh : Gütersloher Verlagshaus Mohn 1981; 2. Auflage 1994
- (mit Otto Hermann Pesch:) Einführung in die Lehre von Gnade und Rechtfertigung. Darmstadt : Wissenschaftliche Buchgesellschaft 1981; 3. Auflage 1994
- Der Mensch (Handbuch systematischer Theologie 8). Gütersloh : Gütersloher Verlagshaus Mohn 1979; 2. Auflage 1994
- Die Frage nach Gott. Berlin, Hamburg : Lutherisches Verlagshaus 1967
- (Hrsg. mit Edmund Schlink:) Zur Auferbauung des Leibes Christi : Festgabe für Peter Brunner zum 65. Geburtstag am 25. April 1965. Kassel : Stauda 1965
- Glaube und Werk. Luthers Rechtfertigungslehre im Lichte der Heiligen Schrift. Berlin : Lutherisches Verl.-Haus, 1962 (auch als Habilitationsschrift: Glaube und Werke im Gericht : Eine Studie zur biblischen Verwurzelung der Rechtfertigungslehre Luthers, Heidelberg 1959)
- Realpräsenz. Luthers Zeugnis von Christi Gegenwart im Abendmahl. Berlin : Lutherisches Verl.-Haus 1960, 2. Auflage 1966 (auch als Dissertation, Heidelberg 1957)